# Roquefort-sur-Soulzon
Roquefort-sur-Soulzon là một xã trong vùng Occitanie, thuộc tỉnh Aveyron, quận Millau, tổng Saint-Affrique. Tọa độ địa lý của xã là 43° 58' vĩ độ bắc, 02° 59' kinh độ đông. Roquefort-sur-Soulzon có điểm thấp nhất là 424 mét và điểm cao nhất là 828 mét. Xã có diện tích 17,03 km², dân số vào thời điểm 1999 là 679 người; mật độ dân số là 40 người/km². Xã là nơi phát sinh và sản xuất loại phó mát Roquefort nổi tiếng.

## Thông tin nhân khẩu
| 1962  | 1968  | 1975 | 1982 | 1990 | 1999 |
| ----- | ----- | ---- | ---- | ---- | ---- |
| 1.488 | 1.349 | 949  | 880  | 789  | 679  |